# Холл, Кори
Кори Холл (англ. Cory Hall, родился в 1963 году), наиболее известен как BachScholar - американский пианист-виртуоз, композитор, видеоблоггер. Владелец YouTube-канала под названием «BachScholar».

## Биография
Виртуоз американского классического фортепиано, художник звукозаписи и независимый ученый Кори Холл начал изучать фортепиано в возрасте 6 лет. Он получил степень бакалавра музыки по классу фортепиано в Калифорнийском государственном университете, Сакраменто, магистра музыки по исполнительскому мастерству и литературе в Истманской школе музыки, доктора музыкальных искусств по классу фортепиано и магистра музыки по музыковедению в Университете Канзаса. Среди его учителей были Луиза Сэвидж, Джин Сэвидж, Томас Джентри, Дэвид Бердж и Ричард Ребер. Кроме того, он принимал участие в мастер-классах некоторых ведущих мировых педагогов, в том числе аббатства Саймона, Клода Франка, Джона Перри, Нелиты Тру и Даниэля Поллака.
Кори Холл ведет уникальную профессиональную жизнь в отличие от любого из его сверстников. Он зарекомендовал себя как ведущий мировой авторитет в области темповых практик И.С.Баха и быстро становится одним из самых плодовитых исполнителей классической музыки нашего времени. В настоящее время он работает органистом в Anona United методистской церкви (в Ларго, штат Флорида), должность, которую он занимает с 2001 года. Кроме того, он выпускает видео на YouTube на своём лейбле BachScholar Productions, который в настоящее время доступен на CD Baby, а также на Amazon, для загрузки в MP3. У Холла также есть контракты на CD, ожидающие издания Cokesbury Publishing, в котором он будет записывать прекрасную фортепианную музыку, написанную некоторыми из самых популярных и востребованных композиторов фортепианной музыки нашего времени.
Кори Холл работал адъюнкт-профессором гуманитарных наук в Санкт-Петербургском колледже (1999-2010) и адъюнкт-профессором музыки в Эккерд-колледже (2006-2009). До отказа от преподавания в 2010 году Холл преподавал фортепиано в течение 25 лет, в том числе в частной студии, в двух колледжах и в течение трех лет в музыкальной школе Musikschule Wilhelmshöhe, расположенной недалеко от Касселя, Германия. Холл больше не преподает фортепиано, и, за исключением церкви по воскресеньям, редко выступает публично. Вместо того, чтобы следовать традиционному маршруту концертного пианиста и студийного учителя / профессора, Холл предпочитает уединение в своей гостиной, практикуясь и записывая музыку на своем уникальном винтажном Steinway 1929 года. В 2010 году этот самопровозглашенный «пианист в гостиной» подал в отставку после 11 лет работы на должности профессора колледжа, чтобы поделиться своими взглядами и талантами с широкой аудиторией через Интернет с помощью видеозаписей. Первые видеозаписи Холла на YouTube были загружены 21 сентября 2008 года - полное запомненное исполнение 15 изобретений Баха, записанных и загруженных за одну ночь.
За два года Холл выпустил почти 300 видео с исполнением музыки на фортепиано (все сыграно по памяти), а также учебные пособия, которые собрали в общей сложности более 3,4 миллиона просмотров, в настоящее время в среднем 12 000 просмотров ежедневно из США в Японию, и за это время его канал BachScholar привлек более 5000 подписчиков. Кроме того, в январе 2010 года Холл увлекся изучением фортепиано и техники, записывал видеоуроки, многие из которых были признаны критиками лучшими уроками фортепиано на YouTube. Холл достиг всего этого, работая полный рабочий день на других должностях - в качестве профессора гуманитарных наук в одном колледже, профессора фортепиано в другом колледже и служа церковным органистом.
Репертуар Кори Холла огромен, его трудовая этика неутомима, внимание к деталям дотошно, и он известен своей потрясающей памятью и навыками быстрого обучения. Он особенно известен своими интерпретациями рэгтайма и новизны, которые критики называют «непревзойденными» и «лучшим исполнением рэгтаймов Джоплина за всю историю». Хотя он поставляет исторически проницательные и технически впечатляющие выступления классических композиторов, таких как И. С. Бах и В. А. Моцарт, это рэгтайм и новизна музыки в эпоху 1900-1930-х годов, в которой Холл чувствует себя как дома и имеет наибольшую близость. Его любовь к рэгтайму возникла в 10 лет, любовь, которая никогда не прекращалась.
Кори Холл в настоящее время имеет 9 альбомов и более 160 MP3 для скачивания на CD Baby, а также на Amazon, включая большинство классических стилей от барокко до рэгтайма. Некоторые из его будущих записывающих проектов включают большинство клавишных произведений И.С.Баха, полные собрания сочинений Скотта Джоплина и Джозефа Лэмба, Уильяма Болкома, а также один или несколько альбомов произведений Зеза Конфри. Холл продолжает исследовать неизведанный репертуар, например, практически неизвестные работы Иоганна Непомука Хаммела (современника Л. Бетховена) и Эрвина Шульгофа (современника Зеза Конфри, который соединил классику с рэгтаймом).
Холл делает практически все свои записи за один дубль и не разрезает, не склеивает и не лечит свои записи, как это делают большинство современных музыкантов.
Кори Холл обладает блестящей техникой и виртузностью игры, часто использует оригинальные игровые трюки (глиссандо, скрещивания рук, огромные скачки, быстрые арпеджио и др.).
Холл в настоящее время проживает в Галфпорте, штат Флорида.
«Кори Холл исполнил два произведения высокого художественного содержания и сложности с мощью и отделкой, которые были поразительны. Холл был на высоте - по всей клавиатуре, но всегда осознавая магию, призванную вызвать ноты. Это было впечатляюще представление." - пчела Сакраменто